# V482 Андромеды
V482 Андромеды (лат. V482 Andromedae) — двойная затменная переменная звезда (E) в созвездии Андромеды на расстоянии приблизительно 1743 световых лет (около 534 парсеков) от Солнца. Видимая звёздная величина звезды — от +11,6m до +11,25m. Орбитальный период — около 11,284 суток.

## Характеристики
Первый компонент — оранжевая эруптивная переменная звезда типа RS Гончих Псов (RS) спектрального класса K. Радиус — около 5,06 солнечных, светимость — около 10,072 солнечных. Эффективная температура — около 4571 K.